# Satyre des prés
Cercyonis pegala
Espèce
Le Satyre des prés (Cercyonis pegala) est une espèce nord-américaine de lépidoptères de la famille des Nymphalidae et de la sous-famille des Satyrinae. 

## Dénomination
Il a été nommé Cercyonis pegala par Johan Christian Fabricius en 1775.

### Noms vernaculaires
Le Satyre des prés se nomme Common Wood-nymph ou Large Wood Nymph en anglais.

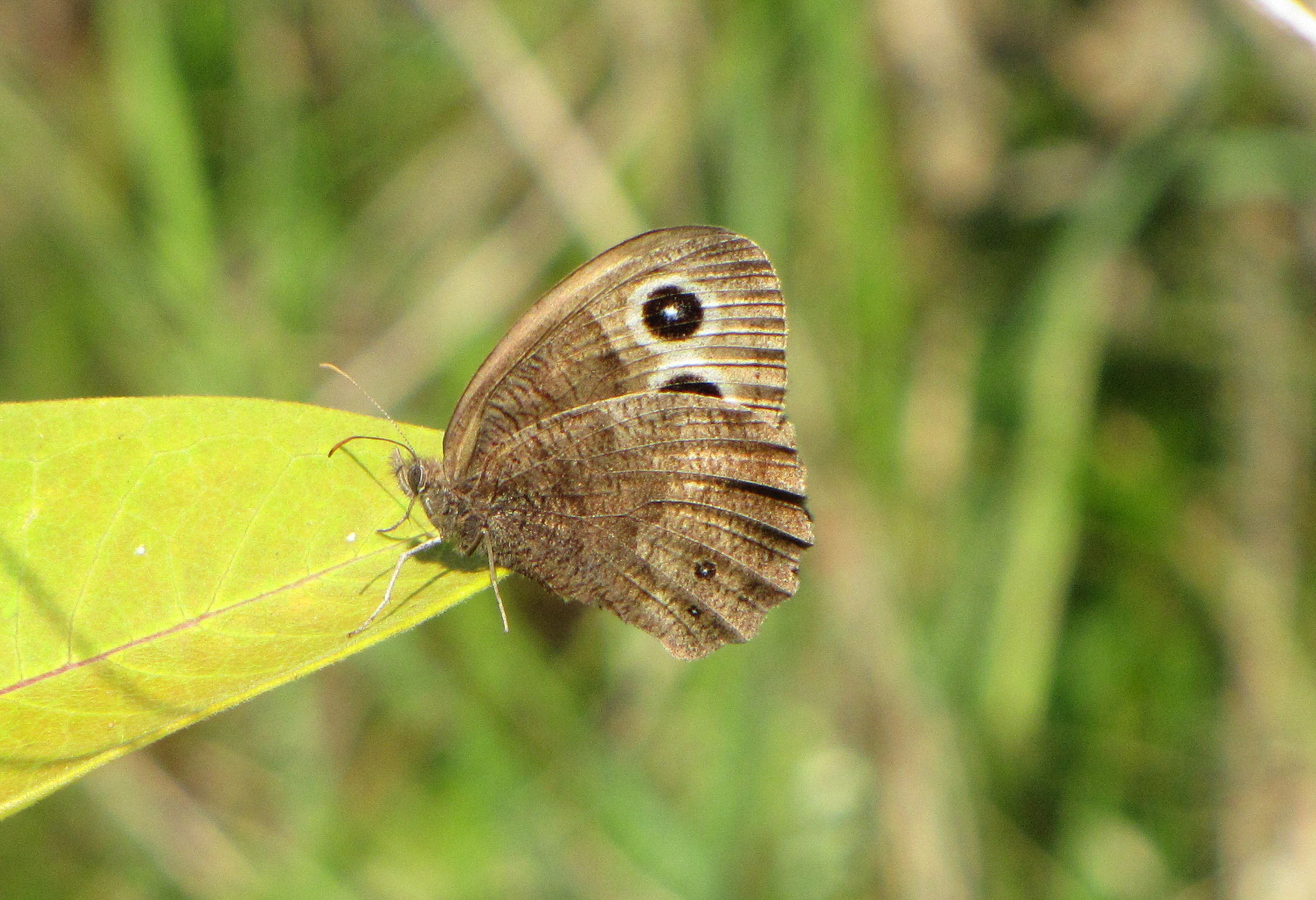
Face ventrale

### Sous-espèces
- Cercyonis pegala abbotti (Brown, 1969)
- Cercyonis pegala alope (Fabricius, 1793) ; présent au Texas.
- Cercyonis pegala ariane (Boisduval, 1852) ; présent dans l'Oregon et l'Utah.
- Cercyonis pegala blanca (Emmel et Mattoon, 1972)
- Cercyonis pegala boopis (Behr, 1864)
- Cercyonis pegala damei (Barnes et Benjamin, 1926)
- Cercyonis pegala ino (Hall, 1924)
- Cercyonis pegala nephele (Kirby, 1837)
- Cercyonis pegala olympus (Edwards, 1880)
- Cercyonis pegala stephensi (Wright, 1905)
- Cercyonis pegala texana (Edwards, 1880) ; présent au Texas.
- Cercyonis pegala wheeleri (Edwards, 1873)[1].

## Description
Le Satyre des prés est de couleur marron avec aux antérieures une large bande submarginale jaune de dimension plus ou moins grande suivant les sous-espèces, qui porte deux gros ocelles noirs pupillés de clair dont un à l'apex.Aux postérieures ce n'est qu'une bande plus claire qui porte un à trois petits ocelles. 
Le revers des antérieures est semblable, celui des postérieures est marron terne marbré avec jusqu'à six ocelles noirs pupillés de clair et cernés de jaune.

### Chenille
La chenille est verte jaunâtre avec une bande vert plus foncé sur le dos, la tête est verte.

## Biologie

### Période de vol et hivernation
C'est la chenille qui hiverne
L'imago vole de juin à septembre.

### Plantes hôtes
Les plantes hôtes de ses chenilles sont des graminées dont Avena fatua et Tridens flavus,,.

### Capacités auditives particulières

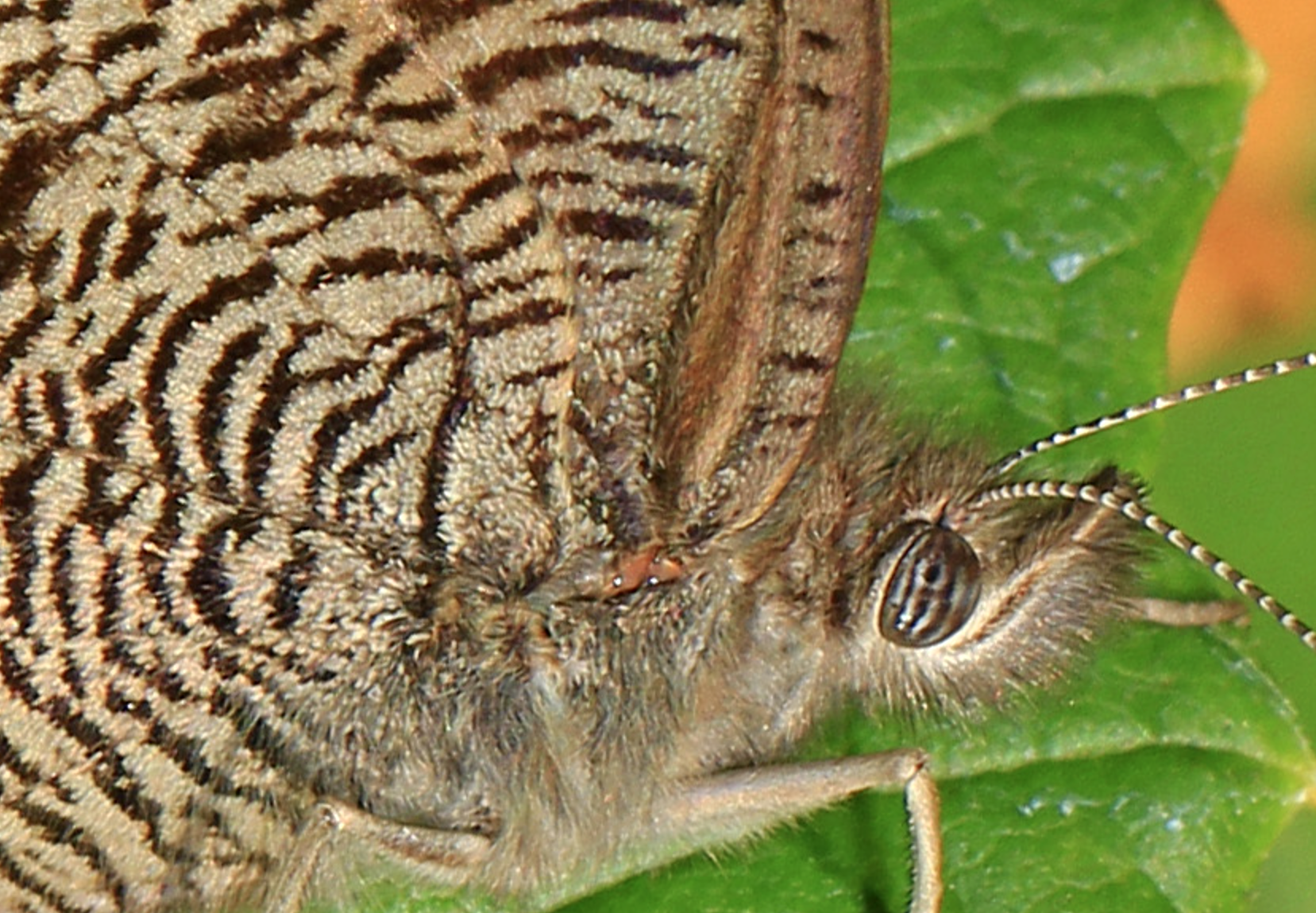
Vue rapprochée de la base des ailes, montrant à l'aile antérieure la nervure sous-costale renflée, reliée à une oreille tympanique située sous l'aile, qui permet à Cercyonis pegala de percevoir des sons de basse fréquence.

Il a été montré en 2018 que ce papillon utilise la nervure sous-costale de ses ailes antérieures comme une antenne acoustique.
On savait que de nombreux lépidoptères disposent, à la base de la face ventrale de chaque aile antérieure, d'une petite oreille tympanique, se présentant généralement comme une cavité couverte d'une membrane mise en mouvement par certaines gammes d'ondes sonores. 
Les espèces de la tribu des Satyrini ont aussi la particularité d'avoir une nervure sous-costale inhabituellement gonflée à chaque aile antérieure, renflement dont la fonction restait inconnue.
Une étude menée sur l'espèce Cercyonis pegala montre que la présence de cette nervure rend l'oreille plus sensible aux sons de basse fréquence (entre 750 et 5 000 Hz, ce qui correspond aux notes aigües d'un piano). Le mécanisme exact de cette amplification, qui pourrait utiliser l'adaptation d'impédances acoustiques, reste encore à élucider en octobre 2018,.
C'est la première fois qu'on montre qu'un papillon peut améliorer ses capacités auditives en utilisant d’autres organes que ses oreilles. 
En captant des bruits qui lui seraient sans cela inaudibles, Cercyonis pegala pourrait augmenter ses chances de survie dans ses biotopes.

## Écologie et distribution
Il est présent dans le tout le Sud du Canada, (il est absent de la province de Terre-Neuve) et dans tout le territoire des USA sauf le Sud du Texas et de la Floride,.

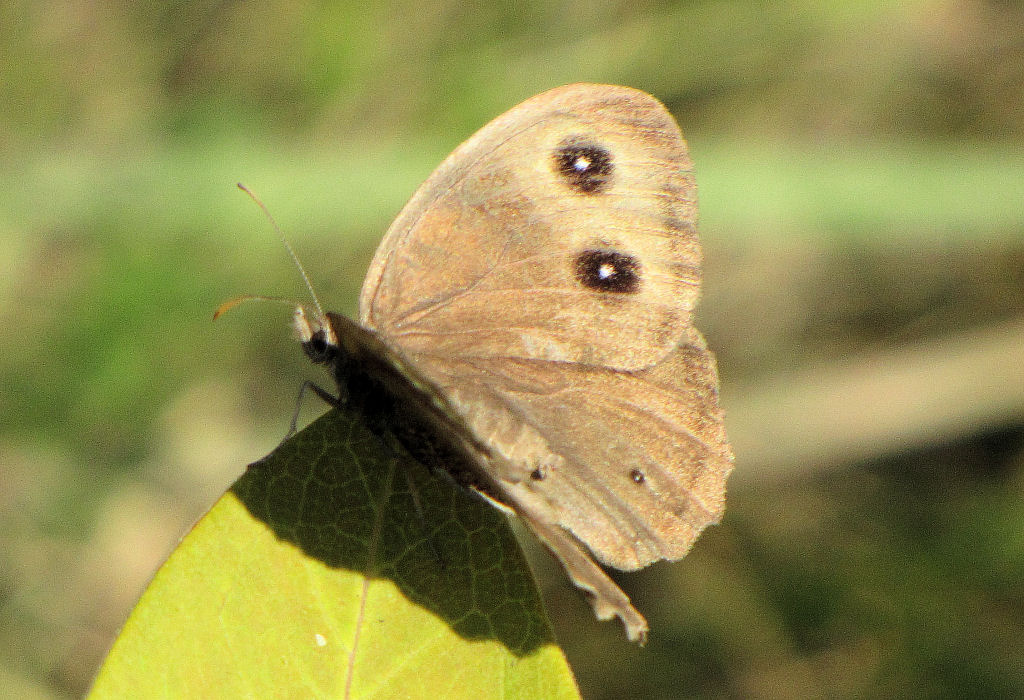
Satyre des prés

### Biotope
Il réside le long des routes et dans les prés fleuris.

### Protection
Pas de statut de protection particulier.